# Тшиланда, Даниэль
Даниэль Мпойи Тшиланда Кабонго (нидерл. Daniel Mpoyi Tshilanda Kabongo; род. 27 апреля 2006) — бельгийский и конголезский футболист, защитник клуба «Юнион».

## Клубная карьера
Тшиланда — воспитанник клуба «Юнион». В 2024 году игрок был включён в заявку команды на сезон. 14 марта в поединке Лиги конференций против турецкого «Фенерабахче» Даниэль дебютировал за основной состав. 